# Liste des ritterschaftlichen Adels im Fürstentum Lüneburg

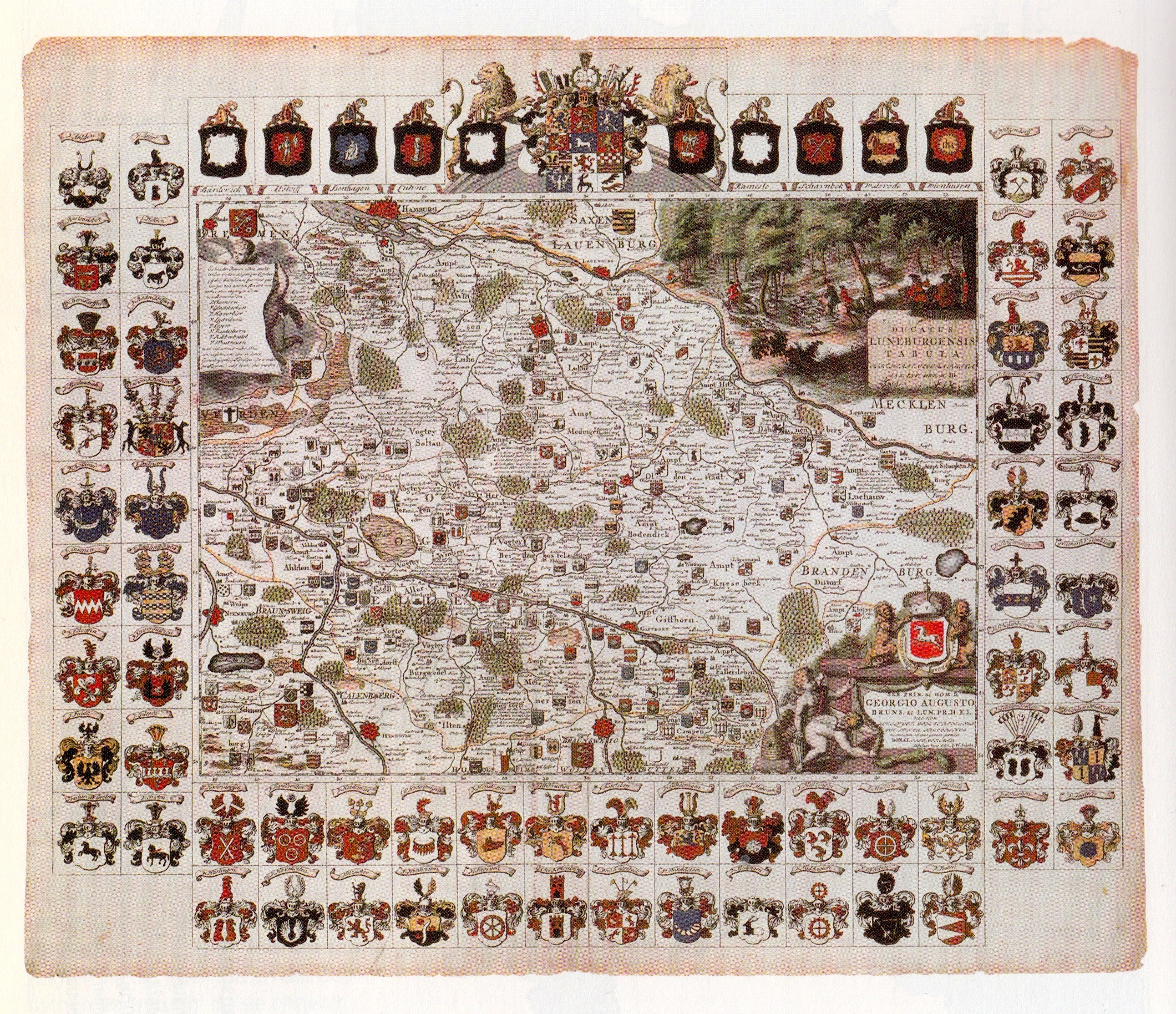
Karte des Fürstentums Lüneburg aus dem Jahr 1708 von Joseph Mulder. Auf der Karte sind alle Rittergüter verzeichnet, an den Seiten der Karte befinden sich Wappendarstellungen aller im Lüneburgischen begüterten Adelsfamilien.

Die Liste des ritterschaftlichen Adels im Fürstentum Lüneburg führt alle Adelsgeschlechter auf, die im Besitz eines in den Matrikeln der Ritterschaft des Fürstentums Lüneburg aufgeführten Rittergutes waren.
Der lüneburgische Adel entwickelte sich größtenteils im 12. und 13. Jahrhundert aus dem Ministerialenstand. Teilweise handelt es sich auch um ursprünglich edelfreie Geschlechter, so unter anderem im Falle derer von Hodenberg. Neben der Bewirtschaftung ihrer Güter standen viele Gutsbesitzer in Diensten der Herzöge und besetzten Positionen in der Verwaltung und im Militär.
Die Güter zeichneten sich durch Steuerfreiheit aus, für ihre Besitzer war die herzogliche Kanzlei grundsätzlich erste Gerichtsinstanz und die Besitzer hatten Sitz und Stimme in der Ritterschaft des Fürstentums Lüneburg und dadurch das Recht, Abgeordnete für die Lüneburger Landtage zu wählen. Die Ausstattung der Güter mit Ackerland und Berechtigungen an der Allmende war sehr unterschiedlich, erreichte in der Regel aber nicht mehr als die zwei- bis dreifache Größe eines Vollhofes. Der Umfang der grundherrschaftlichen Rechte unterschied sich ebenfalls sehr stark und konnte unter anderem pflichtige Hofstellen, Zehntrechte, Gerichtsrechte oder Jagdrechte umfassen.
Laut den ritterschaftlichen Matrikeln des Jahres 1752 bestanden zu dieser Zeit 192 Güter auf dem Gebiet des Fürstentums. Im Fall des Stillhorner Lehnskapital war die Gutsgerechtigkeit nicht an Land, sondern an Kapital gebunden.

## Liste des ritterschaftlichen Adels im Fürstentum Lüneburg
Erläuterung: Die Angabe der Güter bezieht sich auf die Angaben in den ritterschaftlichen Matrikeln des Jahres 1860. Dies waren die letzten Matrikel vor der Annexion Hannovers durch Preußen im Jahr 1866, im Zuge derer die Landschaft des Fürstentums Lüneburg ihren Status als Verfassungsorgan verlor. Neben den adeligen Besitzern gab es auch Rittergüter im Besitz von Bauern und Bürgerlichen. Diese Güter finden in dieser Liste keine Berücksichtigung.
| Familie                  | Wappen | Rittergüter | Familiengeschichte |
| ------------------------ | ------ | --- | --- |
| Bernstorff               |        | Gartow I, Gartow II, Gartow III, Gartow IV, Gartow V, Gorleben, Jasebeck, Lennegowische Güter, Alt-Bülowische Güter, Güter zu Gummern, Insel Krummendick                      | Das uradelige Geschlecht Bernstorff erscheint urkundlich erstmals im Jahr 1300 mit Johannes dictus de Bernardestorpe, die Stammreihe beginnt 1411 mit Johann Bernstorp. Neben ihren Besitzungen im Lüneburgischen war die Familie unter anderem in Dänemark und in Mecklenburg begütert. Zweige der Familie wurden 1716 in den Reichsfreiherrenstand und 1767 in den dänischen Grafenstand erhoben. |
| Grote                    |        | Harburg, Stillhorner Lehncapital, Neuhof, Horn, Bleckede IV, Breese, Bleckede VII, Wrestedt I, Wrestedt II, Stadensen, Schnega, Harpe, Göddenstedt, Wedesbüttel, Martenbüttel | Das uradelige Geschlecht Grote wurde urkundlich erstmals 1162 mit dem Vogt von Lüneburg Heinricus advocatus de Luneburg erwähnt. Mit ihm beginnt die Stammreihe der Familie von Grote. Anfang des 13. Jahrhunderts war die Familie im Besitz des Erbtruchsessenamtes des Fürstentums Lüneburg. Zweige der Familie wurden im 18. Jahrhundert in den Freiherrenstand und im 19. Jahrhundert in den Grafenstand erhoben. Neben ihren Besitzungen im lüneburgischen war die Familie in Mecklenburg begütert. |
| Bothmer                  |        | Lauenbrück, Bennemühlen, Bothmer I, Bothmer II, Bothmer III, Bothmer IV, Gilten I, Gilten II                                                                                  | Das uradelige Geschlecht Bothmer wurde urkundlich erstmals 1182 mit dem Ritter Ulricus de Botmerere erwähnt, die Stammreihe beginnt mit dessen Bruder Dietrich. Zweige der Familie wurden in den Freiherren bzw. Grafenstand erhoben. Neben ihren Besitzungen im Lüneburgischen war die Familie unter anderem auf Rügen begütert. |
| Wense                    |        | Wense, Dorfmark I, Dorfmark II, Holdenstedt I, Holdenstedt II, Mörse, Hattorf, Dedenhausen, Oppershausen, Klein Eicklingen, Eldingen I, Eldingen II, Bargfeld, Wohlenrode     | Das uradelige Geschlecht Wense wurde urkundlich erstmals im Jahr 1330 erwähnt, als „Famulus“ Johann von der Wense, mit Gut Wense belehnt wurde. Die Stammreihe beginnt mit Otto von der Wense († vor 1408), der urkundlich 1367 genannt wird. Das Familienstammgut Wense musste 1936 zur Vermeidung der Enteignung aufgrund der Errichtung des Truppenübungsplatzes Bergen verkauft werden. |
| Behr                     |        | Stellichte, Klein Häuslingen, Rethem I, Rethem II | Das uradelige Geschlecht Behr wurde urkundlich erstmals im 12. Jahrhundert mit Hermann von Behr erwähnt. Im 13. Jahrhundert entstehen mehrere Zweige der Familie, darunter 1259 der Lüneburger Stamm der Familie. Neben ihren Besitzungen im Fürstentum war dieser Zweig der Familie im Kurland begütert. |
| Bussche                  |        | Dötzingen I, Dötzingen II, Wolterdorff I, Fulde, Südcampen | Das uradelige Geschlecht Bussche wurde im Jahre 1225 urkundlich erstmals mit einem Everhardus de Busche erwähnt und war zu dieser Zeit im Ravensberger Land ansässig. Es gibt mehrere gleichnamige Geschlechter, mit denen die von dem Bussche jedoch nicht stammesverwandt sind. Zweige der Familie wurden im 19. Jahrhundert in den Freiherren- bzw. Grafenstand erhoben. Neben ihren Besitzungen im lüneburgischen war die Familie unter anderem in Osnabrück begütert. |
| Estorff                  |        | Neetze I, Neetze II, Barnstedt, Bleckede V, Bleckede VI, Teyendorf, Veerssen                                                                                                  | Das uradelige Geschlecht Estorff wird urkundlich erstmals 1162 mit Skaccus de Bardewic als Zeuge in einer Urkunde von Herzog Heinrich dem Löwen erwähnt. Neben ihren Besitzungen im lüneburgischen war die Familie auch in Westpreußen, Posen und Franken begütert. |
| Hodenberg                |        | Hudemühlen I, Hudemühlen II, Hudemühlen III, Grethem | Das ehemals hochfreie Geschlecht Hodenberg (früher auch Hodenhagen) wird urkundlich erstmals 1149 mit Hermannus Hodo erwähnt, die Stammreihe beginnt ab 1168 mit Hermannus de Hodeberge. Der Stammsitz der Familie, die Burg Hodenberg, befand sich in Altenbücken an der Weser. 1859 wurde dem Gesamtgeschlecht vom hannoverschen König Georg V. der Freiherrentitel bestätigt. |
| Hohnhorst                |        | Hohnhorst I, Hohnhorst II | Das uradelige Geschlecht Hohnhorst wird urkundlich erstmals 1279 mit dem Knappen Johannes Honhorst erwähnt, die Stammreihe beginnt ab 1510 mit Heinrich von Hohnhorst. Benannt ist die Familie nach ihrem Stammsitz Gut Hohnhost in der heutigen Gemeinde Eldingen. |
| Knesebeck                |        | Woltersdorf II, Groß Colborn, Klein Colborn, Corvien, Wittingen II, Wittingen III, Tilsen, Langenapel                                                                         | Das uradelige Geschlecht Knesebeck besteht aus zwei Zweigen, die im 17. Jahrhundert einen gemeinsamen Ursprung anerkannten und ihre Wappen vereinigten. Das Stammhaus des lüneburgischen Zweiges der Familie befand sich im gleichnamigen Ort im Landkreis Gifhorn in Niedersachsen. Urkundlich wird dieser Zweig erstmals 1248 mit Wasmodos von dem Knesebeck erwähnt. Seit 1374 besaßen Angehörige der Familie das Erbkämmereramt des Fürstentums Lüneburg. Neben ihren Besitzungen im lüneburgischen war die Familie unter anderem in Mecklenburg und in Preußen begütert. Alfred von dem Knesebeck erhielt 1870 eine Standeserhöhung in den preussischen Freiherrenstand. |
| Laffert                  |        | Wittorf | Das uradelige Geschlecht Laffert beginnt seine Stammreihe mit dem 1303 urkundlich erscheinenden Heinrich von Laffert und geht vermutlich auf das gleichnamige Hildesheimer Ministerialengeschlecht zurück, welches schon vor 1200 urkundlich erscheint. Der Stammsitz der Familie befand sich in der Ortschaft Groß Lafferde im heutigen Landkreis Peine. 1664 wurde der Adelsstand von Kaiser Ferdinand III. bestätigt. Neben ihren Besitzungen im lüneburgischen war die Familie auch in Mecklenburg, Franken und Ungarn begütert. |
| Lenthe                   |        | Witzendorf III, Wrestedt III, Schwarmstedt I, Schwarmstedt II, Schwarmstedt III, Schwarmstedt IV                                                                              | Das uradelige Geschlecht Lenthe stammt ursprünglich aus der Grafschaft Wunstorf. Es wird urkundlich erstmals 1225 mit Olricus de Lenten erwähnt, die Stammreihe beginnt 1245 mit einem Engelbert. Der gleichnamige Stammsitz der Familie ist heute eine Ortschaft in der Region Hannover in Niedersachsen. |
| Lüneburg                 |        | Massendorf, Essenrode, Wathlingen I, Wathlingen II, Wathlingen III, Uetze | Das Geschlecht von Lüneburg entstammt der morganatischen Ehe des Celler Herzogs August des Älteren mit der Amtsmanntochter Ilse Schmidichen. 1625 wurde Schmidichen gemeinsam mit ihren Kindern unter dem Namen von Lüneburg in den Reichsadelsstand erhoben. |
| Reden                    |        | Hermannsburg I, Hermannsburg II, Oldendorf I, Oldendorf II, Oldendorf III, Hermannsburg III                                                                                   | Das uradelige Geschlecht Reden wird urkundlich erstmals 1180 mit dem Ritter Heinrich, genannt Hysce, erwähnt, mit ihm beginnt auch die Stammreihe. Der Stammsitz Reden ist heute ein Ortsteil der Stadt Pattensen in der Region Hannover. Zweige der Familie erhielten Erhebungen in den preußischen Grafenstand bzw. den österreichischen Freiherrenstand. Neben ihren Besitzungen im Fürstentum Lüneburg war die Familie unter anderem in Hameln und in Calenberg begütert. |
| Bülow                    |        | Wilschenbrock, Kaltenmoor, Stellfelde, Hohne | Das uradleige Geschlecht von Bülow wird urkundlich erstmals 1229 mit Godofridus de Bulowe erwähnt, die Stammreihe beginnt 1239 mit einem Gottfried. Stammhaus des Geschlechtes war der namengebende Ort Bülow bei Rehna in Mecklenburg. Neben ihren Besitzungen in Mecklenburg und in Lüneburg waren die von Bülow unter anderem in Dänemark begütert. Einzelne Zweige der Familie bzw. einzelne Familienmitglieder erreichten Erhebungen in den Freiherrn-, den Grafen- und den Fürstenstand. |
| Cramm                    |        | Horst, Rhode | Das uradelige Geschlecht Cramm erscheint urkundlich erstmals im Jahr 1150 mit Dietrich von Cramme, die Stammreihe beginnt 1246 mit Ludolf von Cramme. 1250 wurden sie Erbkämmerer des Herzogtum Braunschweig-Lüneburg, nach der Teilung des Herzogtums beschränkte sich ihr Wirken und Erbkämmerer-Amt aber vor allem auf das Fürstentum Braunschweig. Stammsitz der Familie ist das Schloss Oelber in Oelber am weißen Wege, einem Ortsteil von Baddeckenstedt in Niedersachsen. Sie hatten aber auch einigen Besitz und Einfluss im Fürstentum Lüneburg und im Hochstift Hildesheim.                                                                                        |
| Wasmer                   |        | Moor | Das briefadelige Geschlecht Wasmer stammt aus dem Herzogtum Bremen. Die Stammreihe beginnt mit dem 1512 geborenen Hinrich Wasmer, die Erhebung in den dänischen Adelsstand erfolgte 1695. |
| Weyhe                    |        | Eimke, Fahrenhorst bzw. Bötersheim I, Bötersheim II | In der Ritterschaft des vormaligen Fürstentums Lüneburg sind bzw. waren 2 Familien mit dem Namen v. Weyhe begütert: Die eine trat seit Beginn des 13. Jahrhunderts als Patrizier in Bremen auf. Ihre verschiedenen Zweige wurden um 1600 mit zahlreichen Gütern insbesondere im Fürstentum Lüneburg belehnt. Davon sind heute noch die Güter Eimke und Fahrenhorst im Besitz der Familie. Mitglieder dieser Familie dienten an verschiedenen norddeutschen Höfen als Kanzler und bekleideten in Hannover das Amt des Bürgermeisters. Die andere Familie v. Weyhe war mit Bötersheim I & II begütert und ist Mitte des 20. Jhd. in der männlichen Linie erloschen.             |
| Platen-Hallermund        |        | Lindhorst | Die Herren und Grafen von Platen sind ein altes pommersches Adelsgeschlecht von Rügen, das 1252 erstmals urkundlich mit dominus Otto, advocatus des Fürsten Jaromar II. von Rügen (1255 auch Otto cum plata genannt) erscheint. Die ältere Linie ist in Schweden reichssässig. Es gibt auch einen dänischen Zweig. Die jüngere Linie nennt sich Platen zu Hallermund, zählte zu den standesherrlichen Familien und führte somit von 1829 bis 1919 das Prädikat Erlaucht. Sie zählt zum Hochadel. |
| Meding                   |        | Schnellenberg I, Schnellenberg II, Amelinghausen, Barum, Bode | Das uradelige Geschlecht Meding wird urkundlich erstmals 1155 mit Wernerus mariscalcus, einem Ministeriale Heinrichs des Löwen, erwähnt. Die Familie war im Besitz des Erbmarschallamtes des Fürstentums Lüneburg, Stammsitz der Familie und namensgebend für das Geschlecht war ein Lehnsgut in Altenmedingen. |
| Möller                   |        | Heiligenthal, Rethem VII | Das briefadelige Geschlecht Möller stammt ursprünglich aus Sachsen. Die Stammreihe beginnt mit Dietrich Möller der 1442 aus Meisen nach Hamburg zog. 1541 erfolgte für den Hamburger Ratsmann Joachim Möller die Erhebung in den Reichsadelsstand. Dessen Sohn Joachim Möller war Kanzler im Fürstentum Lüneburg und wurde mit Heiligenthal belehnt. |
| Schwicheldt              |        | Reppenstedt, Brockwinkel, Sievershausen | Das uradelige Geschlecht Schwicheldt wird erstmals 1169 mit Elverich von Schwicheldt in einer Urkunde des Hildesheimer Bischofs erwähnt, die Stammreihe beginnt ab 1335 mit Hans von Schwicheldt. 1790 erfolgte die Erhebung in den Reichsgrafenstand. |
| Harling                  |        | Eversen I, Eversen II, Eversen III, Feuerschützenbostel | Das uradelige Geschlecht Harling wird urkundlich erstmals 1203 mit Teodericus de Harlege erwähnt, die Stammreihe beginnt 1424 mit Carsten von Harling. Namensgebend war der Ort Harlingen bei Walsrode. Neben ihren Besitzungen im Fürstentum Lüneburg war die Familie in Württemberg und in Oldenburg begütert. |
| Müller                   |        | Brestorf | |
| Hammerstein              |        | Bleckmar | Die Stammreihe des uradeligen Geschlechts Hammerstein beginnt mit dem um 1579 geborenen Hans Adam von Hammerstein. Anfang des 17. Jahrhunderts teilte sich die Familie in die Linien Hammerstein-Equord, Hammerstein-Gesmold und Hammerstein-Loxten. |
| Heimburg                 |        | Wietzendorf I, Wietzendorf II | Das uradelige Geschlecht von Heimburg wird urkundlich erstmals 1134 mit einem Annone cubiculario in einer Urkunde des Kaisers Lothar III. von Süpplingenburg erwähnt. Mit ihm beginnt die Stammreihe der von Heimburg. Namensgebender Stammsitz der Familie war die Burg Heimburg im heutigen Landkreis Harz in Sachsen-Anhalt. Neben ihren Besitzungen im lüneburgischen war die Familie auch in Calenberg, in Halberstadt und in Hildesheim begütert. |
| Meltzing                 |        | Emmendorf I | Das uradelige Geschlecht Meltzing stammt aus dem lüneburgischen und wurde urkundlich erstmals 1300 mit Elisabeth, der Witwe von Heinrich von Meltsing, erwähnt. Die Stammreihe beginnt mit Harmio von Meltzing, der 1468 starb. Das gleichnamige Stammhaus Meltzingen befand sich bei Ebstorf. |
| Spörcken                 |        | Emmendorf II, Molzen, Wendewisch, Süschendorf, Dahlenburg, Horndorf, Bleckede I, Bleckede II, Bleckede III                                                                    | Das uradelige Geschlecht Spörcken stammte aus dem lüneburgischen und wird urkundlich erstmals 1308 mit Fridericus Sporeke erwähnt. Das Geschlecht war seit 1367 mit dem braunschweigischen Erb-Pütkeramt belehnt. Für den Geheimen Rat und Landschaftsdirektor Ernst Wilhem von Spörken erfolgte 1717 der Reichsfreiherrenstand. |
| Dannenberg               |        | Breselenz I, Breselenz II, Lüchow I, Lüchow II | Das uradelige Geschlecht Dannenberg erscheint urkundlich erstmals zwischen 1190 und 1195 mit Helingerus de Dannenberghe, die Stammreihe beginnt 1237 mit Ernestus de Dannenberghe. Neben ihren Besitzungen im Wendland war die Familie unter anderem in Sachsen und im Kehdinger Land begütert. |
| Plato                    |        | Untergut Grabow, Obergut Grabow, Lüchow I, Lüchow II, Grabow III | Das uradelige Geschlecht von Plato wird urkundlich erstmals 1264 mit Rabodo de Plotho erwähnt, mit ihm beginnt auch die Stammreihe der Familie. Benannt ist die Familie mutmaßlich nach dem Vorwerk Plate in der heutigen Gemeinde Lüchow. Ein Zweig der Familie wurde im 19. Jahrhundert in den württembergischen Freiherrenstand erhoben. |
| Kielmannsegge            |        | Riebeck, Rethem III | Das briefadelige Geschlecht Kilmansegg erscheint urkundlich erstmals 1492 mit Reymarus Kyleman aus Itzehoe, einem Studenten an der Universität Rostock. Die Stammreihe beginnt um 1550 mit Peter Kielmann. 1641 erfolgt der Reichsadelstand, weitere Standeserhöhungen für einzelne Zweige der Familie in den Freiherren bzw. Grafenstand folgten im 17. und 18. Jahrhundert. |
| Stralenheim              |        | Suderburg | Das briefadelige Geschlecht Stralenheim geht auf den Stralsunder Bürger Karsten Veith zurück, der 1572 starb. Sein Nachfahre Michael Vieth wurde 1685 in den schwedischen Adelstand erhoben, dem folgten im 18. Jahrhundert für einzelne Zweige der Familie der die Erhebung in den Freiherren bzw. Grafenstand. Neben ihren Besitzungen im Fürstentum Lüneburg war die Familie im Elsass und in Göttingen begütert. |
| Schulenburg-Wolfsburg    |        | Brome, Bistorf, Wolfsburg, Boldeckerland | Das uradelige Geschlecht Schulenburg ist ein zunächst brandenburgisches, später brandenburg-preußisches Adelsgeschlecht. 1237 taucht es erstmals in der Altmark durch den Ritter Wernerus de Sculenburch auf. Stammsitz der sich später weit verzweigenden Adelsfamilie war im 13. Jahrhundert die kleine Burganlage Schulenburg an der Jeetze bei Salzwedel in der Altmark. |
| Alten                    |        | Stelle und Warmbüchen | Das uradelige Geschlecht Alten wird urkundlich erstmals 1182 mit Dietrich von Alten, einem Ministerialen des Stifts Hildesheim erwähnt, die Stammreihe beginnt ab 1183 mit Eberhard von Alten. Benannt ist die Familie nach ihrem Stammhaus Ahlten im Großen Freien bei Hannover. Neben ihren Besitzungen im Fürstentum Lüneburg war die Familie in Westfalen, Pommern und Schlesien begütert. Zweige der Familie wurden in den hannoverschen bzw. preußischen Grafenstand erhoben. |
| Wickenburg               |        | Elze | Das Geschlecht Wickenburg stammt ursprünglich aus Rimini und geht auf Antonio Maria Capellini zurück, der urkundlich erstmals 1640 erwähnt wird. Dessen Sohn Francesco Maria, genannt Stechinelli, war ein lüneburgischer Beamter. Einzelne Familienmitglieder erhielten Standeserhöhungen in den Reichsfreiherrenstand, den böhmischen Freiherrenstand, den Reichsgrafenstand und den österreichischen Grafenstand. |
| Beulwitz                 |        | Wickenberg | Das uradelige Geschlecht Beulwitz wird urkundlich erstmals im Jahre 1137 mit Erwin de Bulewicz erwähnt, die Stammreihe beginnt mit dem Ritter Hartmund, der zwischen 1265 und 1310 in Urkunden genannt wird. Das gleichnamige Stammhaus der Familie befand sich in Thüringen. Zweige der Familie erreichten im 19. Jahrhundert die Erhebung in den Freiherrenstand. Neben ihren Besitzungen im Fürstentum Lüneburg war die Familie unter anderem in Franken, im Vogtland und in Bayern begütert. |
| Schrader                 |        | Sunder, Meißendorf | 1708 wurden Christoph Schrader kurbraunschweig-lüneburgischer Hofrat und bevollmächtigter Gesandter beim Immerwährenden Reichstag in Regensburg und sein Bruder Kilian Schrader (1650–1721), kurbraunschweig-lüneburgischer Hofrat in Celle, in den Reichsadelstand erhoben. Diese Erhebung in den Adelsstand wurde in Hannover am 19. April 1709 amtlich bekannt gemacht. 1747 wurde der Regierungsrats Gottlieb Ludwig von Schrader mit den Gütern Meißendorf und Sunder im Lüneburgischen belehnt. Daneben war die Familie mit Gütern in Culpin (Kulpin), Rondeshagen, Kastorf, Bliestorf sowie Grienau (Grinau) belehnt.                                                  |
| Reiche                   |        | Gilten III | |
| Hohnstedt                |        | Frankenfeld, Eilte | Das uradelige Geschlecht Hohnstedt gehört zu dem landsässigen Adel und erscheinen schon 1134 und 1333 in Urkunden. |
| Bremer                   |        | Wiedenhausen | Das uradelige Geschlecht Bremer erscheint urkundlich erstmals 1233 mit Sifridus de Brema, die Stammreihe beginnt ab 1520 mit Adolf Bremer. 1830 erfolgte die Erhebung in den hannoverschen Grafenstand für Friedrich von Bremer. |
| Kettenburg               |        | Hünzingen, Kettenburg | Das uradelige Geschlecht Kettenburg erscheint urkundlich erstmals 1344 im lüneburgischen Lehnsregister, die Stammreihe beginnt im 15. Jahrhundert mit Johann Voged. Ein Zweig der Familie wurde im 19. Jahrhundert in den Freiherrenstand erhoben. Neben ihren Besitzungen in lüneburgischen war die Familie in Holstein und in Mecklenburg begütert. |
| Bock von Wülfingen       |        | Sindorf | Das uradelige Geschlecht Bock von Wülfingen besaß neben Sindorf weitere Güter in Bockerode im Fürstentum Calenberg, ein Gut in Elze und drei Güter im Fürstentum Hildesheim. Zudem waren sie mit dem Erbkämmerer- und dem Erbdrostenamt in Hildesheim belehnt. |
| Schlepegrell             |        | Donnerhorst, Kirchwahlingen, Rethem IV, Wohlendorf, Böhme II | Das uradelige Geschlecht Schlepegrell, auch Schleppegrell, erscheint urkundlich erstmals 1297 mit Gebhardus Slepegrelle. 1880 erfolgt die dänische Adelsbestätigung für die Brüder Frederik und Vilhelm von Schlepegrell. |
| Werlhof                  |        | Vethem | Das briefadelige Geschlecht Werlhof geht zurück auf den Lübecker Tuchhändler Hermann Werlhof, der 1640 starb. 1776 erfolgte für den braunschweig-lüneburgischen Oberappellationsgerichtsrat Wilhelm Werlhof die Erhebung in den Reichsadelsstand. |
| Torney                   |        | Rethem VIII, Hedern, Rethem IX | Das uradelige Geschlecht Torney erscheint urkundlich erstmals 1258. |
| Wallmoden                |        | Uhrn | Das Geschlecht Wallmoden wird urkundlich erstmals 1154 Tidelinus (Thedel) von Wallmoden erwähnt, mit ihm beginnt auch die Stammreihe der Familie. Stammsitz derer von Wallmoden war das gleichnamige Gut in Alt Wallmoden im Landkreis Goslar. Im 18. Jahrhundert erwarb ein Zweig der Familie die Reichsherrschaft Gimborn und wurde in den Reichsgrafenstand erhoben. Neben ihren Besitzungen im Fürstentum Lüneburg und in Gimborn war die Familie auch im Bistum Hildesheim begütert. |
| Mahrenholtz              |        | Dieckhorst, Flettmar, Gerstenbüttel, Marenholtz, Groß Schwülper, Warcksbüttel, Warmbüttel                                                                                     | Das uradelige Geschlecht Marenholtz, auch Mahrenholtz wird mit dem Knappen Harnyt de Marnholte 1305 erstmals urkundlich erwähnt. Sie besaß seit dem Mittelalter das Schloss in Groß Schwülper. Durch Kaiserliches Handschreiben vom 26. Juni 1667 für Conrad Ascan von Marenholtz, kurfürstlich brandenburgischen Gesandten auf dem Reichstag zu Regensburg, wurde sie in den Reichsfreiherrenstand erhoben. |
| Campe                    |        | Isenbüttel, Wettmarshagen, Nienhagen | Das uradelige Geschlecht Campe ist seit dem 14. Jahrhundert im Fürstentum Lüneburg begütert. Die Stammreihe des Geschlechtes beginnt mit Jordan von Campe, 1282 und 1316 urkundlich erwähnt wird. Stammsitz der Familie ist die bei Braunschweig gelegene Burg Campen in Flechtorf im Landkreis Helmstedt in Niedersachsen. Zweige der Familie erreichten im 19. Jahrhundert in Preußen und in Mecklenburg die Anerkennung des Freiherrenstandes. |
| Mandelsloh               |        | Ribbesbüttel, Gifhorn | Das uradelige Geschlecht Mandelsloh wird urkundlich erstmals 1167 mit Heinricus de Mandeslo erwähnt, die Stammreihe beginnt ab 1181 mit Hartbert von Mandelsloh. Stammhaus war der gleichnamige Ort bei Neustadt am Rübenberge. Einzelne Familienmitglieder wurden im 19. Jahrhundert in den österreichischen Freiherren- bzw. württembergischen Grafenstand erhoben. Neben ihren Besitzungen im lüneburgischen war die Familie unter anderem in Mecklenburg begütert. |
| Oberg                    |        | Stederdorf | Das Geschlecht Oberg gehörte zum Hildesheimer Uradel und wurde urkundlich erstmals 1189 mit Johannes de Oberge, seinen Söhnen Eilardus und Johannes sowie Bernhard von Oberg mit seinem Sohn Theodoricus erwähnt. Neben ihren Besitzungen im Lüneburgischen war die Familie unter anderem Oberg Landkreis Peine und in Mecklenburg begütert. 1803 erfolgte die Erhebung in den preußischen Grafenstand. Das Geschlecht ist 1861 im Mannesstamm erloschen. |
| Innhausen und Knyphausen |        | Nienhagen | Das edelfreie Geschlecht Innhausen und Knyphausen gehört zum ostfriesischen Uradel. Die Stammreihe beginnt mit dem um 1350 geborenen Grote Onneken. Die Familie war Inhaber der reichsunmittelbaren Herrschaft Kniphausen, bis diese nach dem Wiener Kongress 1815 vom Königreich Hannover einverleibt wurde. Zweige der Familie erhielten Erhebungen in den Freiherren-, Grafen- bzw. Fürstenstand. |
| Kerssenbrock             |        | Burgdorf | Das uradelige Geschlecht Kerssenbrock wird urkundlich erstmals 1265 mit Johannes Kersebroke als Drost der Grafen von Ravensberg erwähnt, mit ihm beginnt auch die Stammreihe der Familie. Stammsitz derer von Kerssenbrock war das gleichnamige Gut in Wellingholzhausen. Neben ihren Besitzungen im Osnabrücker Land, im Ravensberger Land und im Fürstentum Lüneburg war die Familie auch in Preußen begütert. |
| Gadenstedt               |        | Immensen | Das uradelige Geschlecht Gadenstedt erscheint urkundlich erstmals 1256 mit Bertoldus de Godenstede, mit ihm beginnt auch die Stammreihe. Das gleichnamige Stammhaus befindet sich in Gadenstedt Landkreis Peine. |